# Operation Parthenon
Operation Parthenon var en brittisk plan för militärt ingripande i Zanzibar efter landets revolution. Operationen godkändes av "Brittish Commanders Committee East Africa" den 30 januari 1964. Huvudmålet var att återfå lag och ordning i Zanzibar och att förebygga att det vänsterradikala Umma-partiet tog kontroll över regeringen från det styrande Afro-Shirazi Party. De till operationen hörande styrkorna bestod av två hangarfartyg, tre jagare, ett fartyg tillhörande Royal Fleet Auxiliary, 13 helikoptrar, 21 transport- eller spaningsflygplan, en bataljon fotsoldater och ett fristående kompani fallskärmsjägare. Planen var att skapa en helikopter- och fallskärmsattack mot Zanzibars huvudö Unguja, och därifrån vidare till ön Pemba. Om planen hade genomförts hade det blivit den största brittiska luftburna och amfibiska operationen sedan Suezkrisen 1956. Parthenon skrotades den 20 februari och ersattes med Operation Boris.

## Ursprung
Revolutionen i Zanzibar inträffade den 12 januari 1964 när mellan sex och åtta hundra män ledda av John Okello samt stödda av Afro-Shirazi- och Umma-partiet störtade sultan Jamshid bin Abdulla och hans arabiska regering. Detta resulterade i civil oordning, plundring av arabägd egendom och organiserade mord mot araber. ASP, lett av Abeid Karume, och Umma-partiet, under Abdulrahman Mohammed Babu, skapade den revolutionära regeringen för att styra landet. Efter dessa händelser gjorde flera västerländska regeringar, som misstänkte att revolutionärerna stöddes av Kuba, Kina och andra kommunistländer, upp planer för evakueringen av sina medborgare. USA utförde en evakuering av 61 av sina medborgare, inklusive 16 anställda vid NASA den 13 januari. Efter den amerikanska evakueringen klargjorde landets regering att Zanzibar låg inom Storbritanniens intressesfär och att man inte skulle ingripa mer. USA krävde dock att Storbritannien skulle samarbeta med andra östafrikanska länder för att återskapa öns ordning.
Den första brittiska militära närvaron på Zanzibar var HMS Owen, ett mätfartyg som avletts från den kenyanska kusten, och som anlände på kvällen den 12 januari. Fregatten HMS Rhyl och Royal Fleet Auxiliarys skepp RFA Hebe anslöt sig till Owen den 15 januari. Rhyls ankomst orsakade viss oro hos den revolutionära regeringen då hon förde med sig ett kompani trupper från Staffordshires regementes första bataljon, som hade sänts till Zanzibar från Kenya på grund av felaktiga rapporter att säkerheten där försämrades snabbt. Hebe förvärrade situationen då hon precis hade slutat flytta proviant från hamndepåer i Mombasa och var fylld med vapen och explosiva ämnen, och som ett resultat av detta vägrade Royal Navy att tillåta representanter från Zanzibars regering ombord att söka igenom skeppet, som framhöll rykten att hon var ett amfibiskt anfallsfartyg.
Dessa styrkor färdigställde en partiell evakuering av brittiska medborgare från ön den 17 januari. Kort efter att Rhyl sändes iväg till Tanzania med kompaniet från Staffordshires regemente för att kväsa uppror hos den tanzaniska armen samlade Owen ett kompani från Gordon Highlanders för att ersätta dem. Den 30 januari godkände "British Commanders Committee East Africa" Operation Parthenon, vars syfte var att återställa lag och ordning i Zanzibar om den revolutionära regeringen misslyckades med detta. Framförallt fanns det en oro att det vänsterradikala Umma-partiet, stött av John Okellos beväpnade milis, skulle driva bort de styrande medlemmarna från ASP från regeringen och ta kontroll.

## Operationen

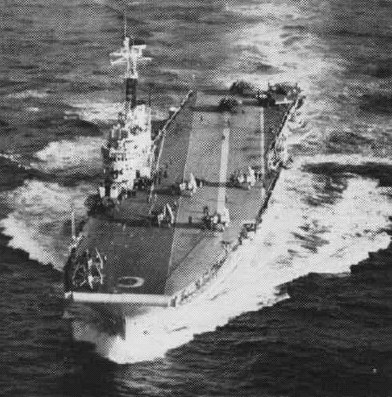
HMS Centaur

Operation Parthenon skulle ha varit ett fullskaligt anfall mot de revolutionära styrkorna som försvarade Zanzibar, för att förebygga Umma-partiet från att befästa öns kontroll. Den skulle ha involverat styrkor långt utöver de föregående planerna som koncentrerades på evakueringen och skyddandet av europeiska medborgare.  Operationen skulle ha involverat landningen av brittiska marktrupper genom fallskärmshopp och helikopter på huvudön Unguja för att säkra flygplatsen innan man repeterade processen på Pemba. Operationsplanerna krävde högst två hangarfartyg, tre jagare, Owen, 13 helikoptrar och 21 transport- eller spaningsflygplan. Landstyrkorna skulle ha försetts av den andra bataljonen från Scots Guards, 45 Commando från Royal Marines och ett kompani från den andra bataljonen i Parachute Regiment. Om den hade genomförts skulle det ha blivit den största brittiska luftburna och amfibiska operationen sedan Suezkrisen. De två hangarfartygen som valdes ut till operationen var HMS Centaur och HMS Victorious som överfördes till regionen i beredskap. I och med avslöjandet runt den 20 februari att kommunistiska trupper kunde ha tränat de zanzibariska revolutionärerna bestämde de brittiska planerarna att en annan styrkeuppsättning krävdes för uppgiften och Operation Parthenon ersattes med Operation Boris.